# Hirschling (Regenstauf)
Hirschling ist ein Gemeindeteil des Marktes Regenstauf im Landkreis Regensburg (Oberpfalz, Bayern). Das Dorf Hirschling war bis 1978 Sitz der gleichnamigen Gemeinde.

## Geschichte
972 erscheint der Ort erstmals unter dem Namen „Erigisinga“. Die Erbauer der Burg Hirschling im 12. Jahrhundert waren die Herren von Heresing (Hirschling). Die adelige Hofmark war zuletzt im Besitz der Freiherrn von Pfetten. Die Gemeinde Hirschling entstand mit dem bayerischen Gemeindeedikt von 1818. Am 1. Januar 1978 wurde Hirschling nach Regenstauf eingemeindet.

## Baudenkmäler
In der Liste der Baudenkmäler sind für Hirschling das Schloss Hirschling, ein Wegkreuz, ein Bauernhaus und ein Stadel aufgeführt.